# Inje Speedium
Het Inje Speedium is een racecircuit nabij Inje, Zuid-Korea.

## Circuit
Het Inje Speedium is onderdeel van een groter complex, het Inje Auto Theme Park, waar ook een hotel en appartementen gelegen zijn. Het hoofdgedeelte van het circuit heeft een lengte van 3,908 kilometer, maar kan gesplitst worden in twee circuits van 2,577 kilometer en 1,375 kilometer.

## Evenementen
Op 25 mei 2013 werd met de Japanse Super Taikyu het eerste evenement op het circuit gehouden. In 2013 en 2014 werd tevens het eerste raceweekend van de Asian Le Mans Series op het circuit verreden. Ook was het circuit gastheer van races van de Formula Masters China en de TCR Korea Touring Car Series.
In 2020 wordt met de World Touring Car Cup het eerste evenement op wereldniveau op het circuit verreden. Het is de eerste keer in het geschiedenis van het kampioenschap dat er een race in Zuid-Korea wordt georganiseerd.